# Raleigh (entreprise)
Pour les articles homonymes, voir Raleigh (homonymie).
Raleigh est une marque de vélos anglaise créée en 1887 par Sir Franck Bowden à Nottingham. L'origine du nom vient d'une rue de Nottingham où était installé le premier magasin.

## Historique

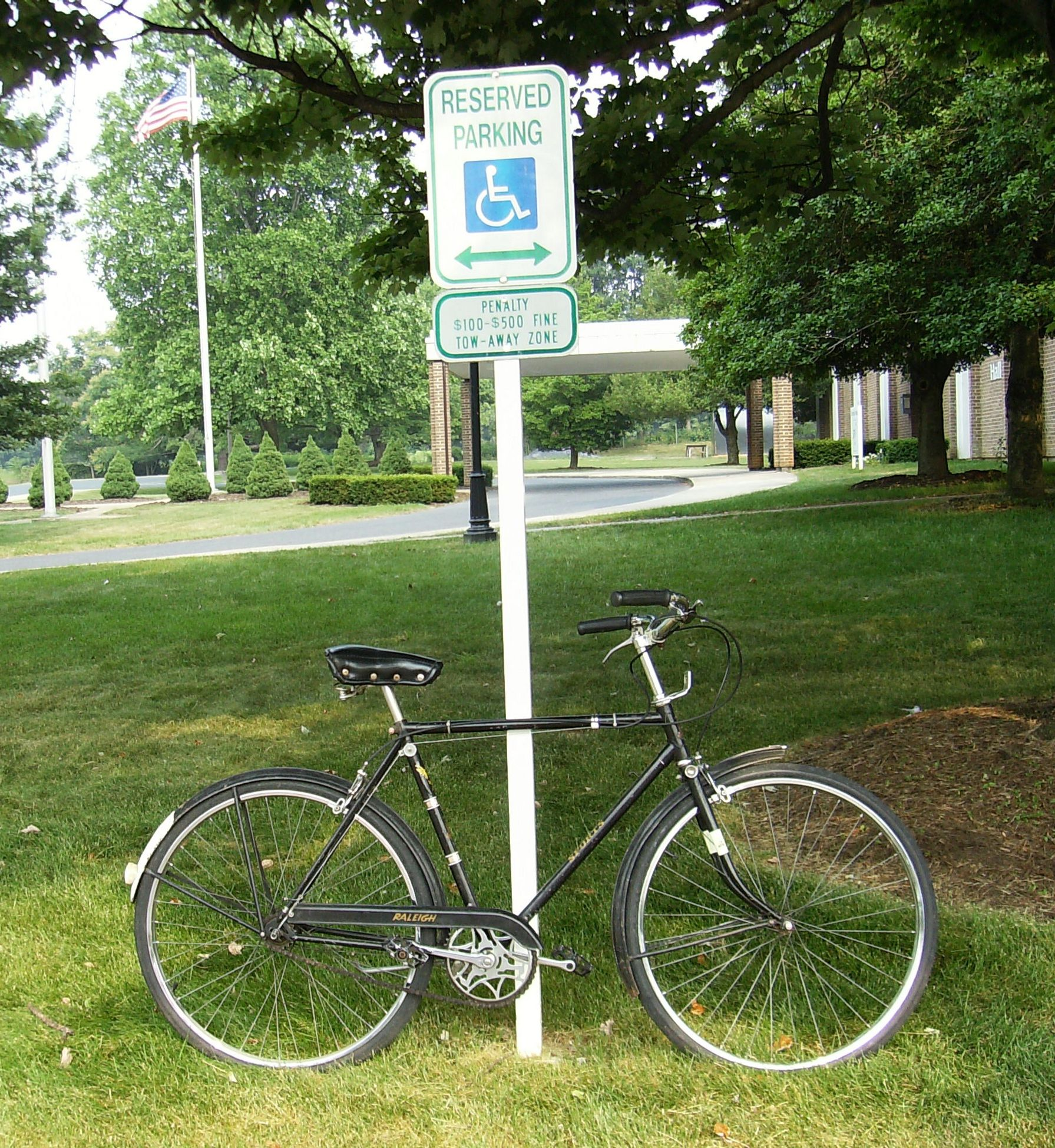
Raleigh Sports 1970 aux États-Unis.

En 1902, Raleigh commercialise le premier moyeu à vitesses intégrées, développé par Henry Sturmey et James Archer, qui donneront leur nom au modèle, le Sturmey-Archer. Une version améliorée développée par William Reilly sort en 1903 avec un système de roue libre pour chaque vitesse.

## Sponsoring
Elle sponsorise l'équipe cycliste Ti-Raleigh de 1972 à 1983. Joop Zoetemelk remporte le Tour de France 1980 avec cette équipe.
En 1989, Raleigh sera le partenaire de l'équipe Super U de Laurent Fignon, puis de l'équipe Castorama en 1990 et 1991.